# بلدة شارون (ميشيغان)
شارون (بالإنجليزية: Sharon Township, Michigan)‏ هي بلدة تقع بولاية ميشيغان في الولايات المتحدة. تبلغ مساحتها 98.1 (كم²)، وترتفع عن سطح البحر 300 م، بلغ عدد سكانها 1737 نسمة في عام تعداد الولايات المتحدة 2010 حسب إحصاء مكتب تعداد الولايات المتحدة .

## وصلات خارجية
- twp-sharon.org
- The US50 - Cities and Towns in Michigan State
- Michigan Cities and Towns, Facts, Map, Flag, Colleges, Government, and More